# Trần Quốc Cường
Trần Quốc Cường (sinh năm 1961) là một chính khách và tướng lĩnh Công an nhân dân Việt Nam, hàm Thiếu tướng. Ông hiện là Ủy viên Ban Chấp hành Trung ương Đảng Cộng sản Việt Nam khóa XII, XIII, Bí thư Tỉnh ủy Điện Biên.
Ông từng là Cục trưởng Cục Chính trị - Hậu cần (B41), Phó Tổng cục trưởng Tổng cục Tình báo, Bộ Công an Việt Nam, Phó Bí thư Tỉnh ủy Đắk Lắk, Phó Trưởng Ban Chỉ đạo Tây Nguyên, Phó Trưởng ban Nội chính Trung ương Đảng Cộng sản Việt Nam.

## Thân thế và giáo dục
Trần Quốc Cường sinh năm 1961, quê quán ở phường Mỹ Xá, thành phố Nam Định, tỉnh Nam Định.
Ông có học vị Tiến sĩ, học hàm Phó giáo sư.

## Sự nghiệp
Từ năm 2009 đến năm 2012, ông Trần Quốc Cường là Bí thư Đảng ủy, Cục trưởng Cục Chính trị - Hậu cần (B41), Phó Tổng cục trưởng Tổng cục Tình báo, Bộ Công an (Việt Nam).

### Tỉnh ủy Đắk Lắk
Chiều 29/12/2015, Ban Bí thư điều động ông Trần Quốc Cường thôi giữ chức Phó Trưởng Ban Chỉ đạo Tây Nguyên để tham gia Ban Chấp hành Đảng bộ tỉnh Đắk Lắk khóa XVI, nhiệm kỳ 2015-2020 và giữ chức Phó Bí thư Tỉnh ủy.
Tháng 1/2016, tại Đại hội Đại biểu toàn quốc Đảng Cộng sản Việt Nam lần thứ XII, ông Trần Quốc Cường được bầu vào Ban Chấp hành Trung ương Đảng Cộng sản Việt Nam khóa XII.

### Phó Trưởng Ban Nội chính Trung ương
Tháng 7 năm 2019, Bộ Chính trị đã ra quyết định điều động ông Trần Quốc Cường, ủy viên Trung ương Đảng, thôi chức danh Phó bí thư Tỉnh ủy Đắk Lắk, ra Hà Nội làm Phó Trưởng ban Nội chính Trung ương.
Ngày 30/01/2021 tại Đại hội Đại biểu toàn quốc Đảng Cộng sản Việt Nam lần thứ XIII, ông Trần Quốc Cường được bầu vào Ban Chấp hành Trung ương Đảng Cộng sản Việt Nam khoá XIII.

### Bí thư Tỉnh ủy Điện Biên
Sáng ngày 16/11/2022, tại Điện Biên đã diễn ra hội nghị công bố quyết định nhân sự của Bộ Chính trị. Tại đây, đồng chí Trương Thị Mai, Ủy viên Bộ Chính trị, Bí thư Trung ương Đảng, Trưởng ban Tổ chức Trung ương đã trao Quyết định số 688-QĐNS/TW (ngày 15-11-2022) của Bộ Chính trị phân công giữ chức Bí thư Tỉnh ủy Điện Biên nhiệm kỳ 2020-2025 đối với đồng chí Trần Quốc Cường.

## Kỷ luật
Ngày 12 tháng 4 năm 2018, ông Trần Quốc Cường bị Bộ Chính trị Ban Chấp hành Trung ương Đảng Cộng sản Việt Nam kỷ luật cảnh cáo theo đề nghị của Ủy ban Kiểm tra Trung ương Đảng Cộng sản Việt Nam do vi phạm trong quá trình thực hiện dự án Đại Kim khi ông là Cục trưởng Cục B41, Bộ Công an. Ngày 4 tháng 7 năm 2019, sau khi hết thời hạn kỷ luật ông Trần Quốc Cường được bổ nhiệm làm Phó trưởng ban Nội chính Trung ương Đảng cộng sản Việt Nam.